# Axel Bachmann
Axel Bachmann est un joueur d'échecs paraguayen né le 4 novembre 1989 à Ciudad del Este.
Au 1er février 2021, Bachmann est le numéro deux paraguayen avec un classement Elo de 2 599 points.

## Biographie et carrière
Grand maître international depuis 2007, Bachmann a remporté le championnat du Paraguay en 2004, le championnat ibéroaméricain en 2004, l'open de Cappelle-la-Grande en 2014, le World Open en 2015 et l'open de Mar dal Plata en 2017 (avec 8,5 points sur 9).
Il a représenté le Paraguay lors de six olympiades (en 2004, 2006, 2008, 2012, 2014 et 2016).
Il a participé à trois coupes du monde.
| Année | Lieu     | Résultat      | Ultime adversaire   | Adversaires battus |
| ----- | -------- | ------------- | ------------------- | ------------------ |
| 2017  | Tbilissi | premier tour  | Alekseï Dreïev      |                    |
| 2021  | Sotchi   | deuxième tour | Vladimir Fedosseïev | Kirill Choubine    |
| 2023  | Bakou    | deuxième tour | Nihal Sarin         | Sumiya Bilguun     |